# Vrínaina
Vrínaina (Vrynaina) är en ort i Grekland.   Den ligger i prefekturen Nomós Magnisías och regionen Thessalien, i den centrala delen av landet, 140 km nordväst om huvudstaden Aten. Vrínaina ligger 535 meter över havet och antalet invånare är 308.
Terrängen runt Vrínaina är kuperad åt nordost, men åt sydväst är den bergig. Runt Vrínaina är det glesbefolkat, med 17 invånare per kvadratkilometer. Närmaste större samhälle är Almyrós, 13,5 km norr om Vrínaina. 